# 歴史研究会

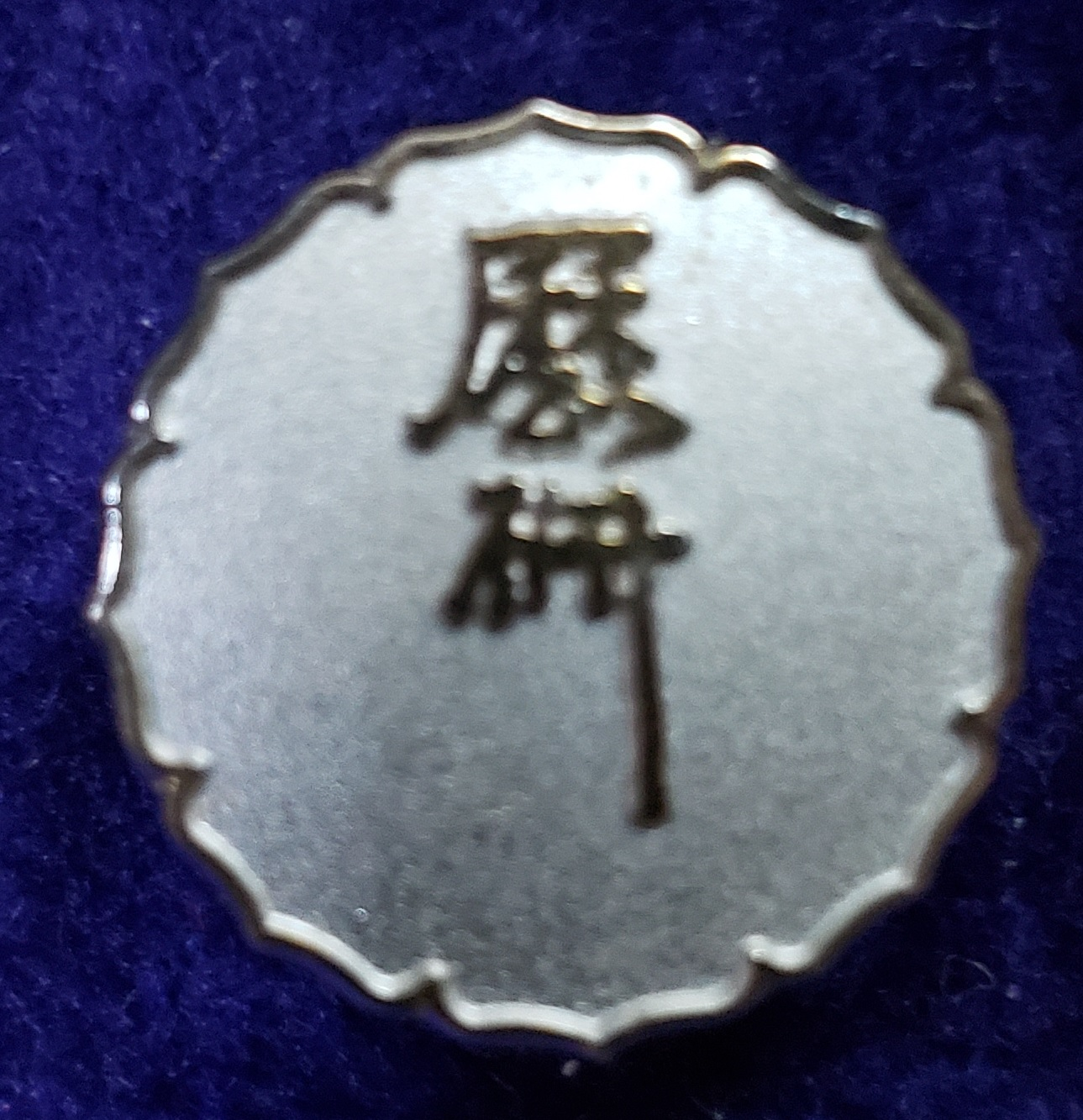
歴史研究会

歴史研究会（れきしけんきゅうかい）は、全国の歴史愛好家の親睦交流と研究発表を目的として1958年（昭和33年）に東京で設立された文化機関。長年新人物往来社（東京都千代田区）内に事務局をおいていたが、その後合資会社歴研（品川区五反田）を経て、2021年（令和3年）5月からは戎光祥出版（千代田区麹町）に移っている。会の名称は場合によって「全国歴史研究会」と読みわけることがあったが、2022年3月に名称を「全国歴史研究会」に統一すると発表した。

## 概要
本研究会は、いわゆる学術団体ではなく、歴史ファンや在野の研究者が「歴史に親しむひろば」づくりを目的とした同人サークルである。会員になる資格や制限を一切設けておらず、小学生から高齢者まで幅広い年齢層の会員を有しており、会長・役員などは特に設けられていない。活動としては、会員からの投稿を主とする月刊誌『歴史研究』の編集・発行をはじめ、各種の親睦行事や勉強会をおこなっている。また、インターネット上で会員相互をつなぐ交流・発表の場として「インターネット歴史館」が開設されている。いつでも入退会できる自由な文化機関である。
2021年6月刊行号（通巻692号）からは発行元が戎光祥出版株式会社に移り、誌面デザイン・内容の見直しが実施され、新連載の開始、カラーページの新設などのリニューアルが行われた。

## 発足日
- 1958年7月10日

## 四大文化事業
四大文化事業として下記の活動をおこなっていた
1. 基盤事業
2. 研鑽事業
3. 出版事業
4. 普及事業

## 刊行物
- 『歴史研究』（月刊）
- 『在野史論』（不定期）
- 『歴史浪漫』（不定期）

## 会費
- 1ヶ月分700円（2019年3月時点[3]）

会費は1年分まとめての納入で、これが月刊『歴史研究』の購読料となっていた。